# Клейко Степан Васильович
Степан Васильович Клейко (нар. 12 квітня 1935, село Костеньки, тепер Назаровського району Красноярського краю, Російська Федерація) — радянський державний діяч, машиніст екскаватора розрізу «Назаровський» виробничого об'єднання «Красноярськвугілля». Кандидат у члени ЦК КПРС у 1986—1989 роках. Член ЦК КПРС у 1989—1990 роках.

## Життєпис
У 1952—1955 роках — приймальник заготівельної контори «Головмолоко» Назаровського району Красноярського краю.
У 1955—1957 роках — у Радянській армії.
У 1957—1958 роках — завідувач складу Назаровського сільпо Красноярського краю.
У 1958—1965 роках — кочегар, слюсар з ремонту вагонів, газоелектрозварник залізничного цеху, у 1965—1968 роках — помічник машиніста, у 1968—1973 роках — машиніст екскаватора розрізу «Назаровський» комбінату «Красноярськвугілля».
Член КПРС з 1966 року.
У 1972 році закінчив Чорногорський гірничий технікум Красноярського краю.
У 1973—1975 роках — газоелектрозварник хімічного заводу Львівської області.
З 1975 року — машиніст екскаватора розрізу «Назаровський» виробничого об'єднання «Красноярськвугілля» Красноярського краю.
Потім — на пенсії.

## Нагороди і звання
- орден Трудового Червоного Прапора
- ордени
- медалі